# Ron Fournier
Pour les articles homonymes, voir Fournier.
Ronald Fournier, dit Ron Fournier, (né le 3 août 1949) est un animateur de radio, journaliste sportif québécois et commentateur sportif ainsi qu'un arbitre de hockey professionnel. 

## Officiel
Ronald Fournier fut arbitre pendant 4 ans dans l'Association mondiale de hockey, puis 10 ans dans la Ligue nationale de hockey. Il a aussi arbitré dans la North American Hockey League au milieu des années 1970.

## Médias
À partir de 1987, il est animateur de radio. D'abord en ondes sur CJMS, il travaille ensuite de 1994 à 2011 à la station radiophonique CKAC de Montréal, où il anime plusieurs émissions de tribune téléphonique sur le sport, telles Bonsoir les sportifs et Parlons hockey. Il travaille à la station radiophonique 98,5 FM depuis le changement de vocation de l'antenne AM de CKAC jusqu’en septembre 2020. Fournier intervient également à l'occasion sur d'autres émissions du même réseau. Il a déjà fait partie de l'équipe de La Soirée du hockey à la télévision de Radio-Canada. Ron Fournier annonce sa retraite le 8 septembre 2020.

## Autres
Ron Fournier est également conférencier sur le leadership et la motivation. 
Il est président d'une école d'arbitre de hockey portant son nom et située à l'aréna de Candiac, Québec.
Il arbitre les matchs de la série Montréal - Québec sur le Réseau TVA

## Dans la culture populaire
Le groupe musical Les Cowboys Fringants ont écrit une chanson à son sujet, Salut mon Ron, parue sur l'album Break syndical en 2002.
Il apparaît également au début du film Bon Cop, Bad Cop d'Érik Canuel, ainsi que dans le film Les Boys 3.
Le personnage de Raymond Faublier apparaissant de façon récurrente dans les albums du peuple de François Pérusse est une référence claire à Ron Fournier.
De même, le personnage de Fun Fournier, qui apparaît régulièrement dans l'émission humoristique À la semaine prochaine sur la Première chaîne de Radio-Canada, fait aussi référence à Ron Fournier. 
Depuis 2012, il est représenté en caricature 3D dans l'émission Ici Laflaque à Radio-Canada.

### À noter
On lui a offert un rôle dans le célèbre film de hockey La Castagne (Slap Shot). Il a décliné l'offre pour ne pas encourager la violence dans le sport professionnel, ce film comprenant un grand nombre de bagarre. Il ignorait alors que le film allait avoir un grand succès populaire. Il a même fourni son chandail d'arbitre de l'AMH pour le tournage du film.